# مقاطعة جيفرسون (فرجينيا الغربية)
مقاطعة جيفرسون هي مقاطعة في فيرجينيا الغربية، بلغ عدد سكانها 53٬498  نسمة، في 2010، عاصمتها تشارلز تاون، تبلغ مساحتها 548 كيلومتر مربع.

## معرض صور

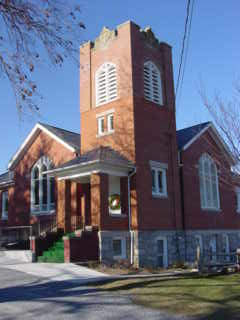
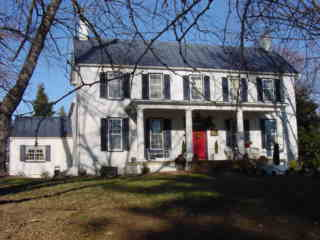
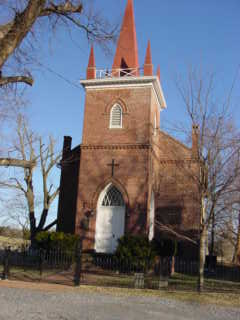
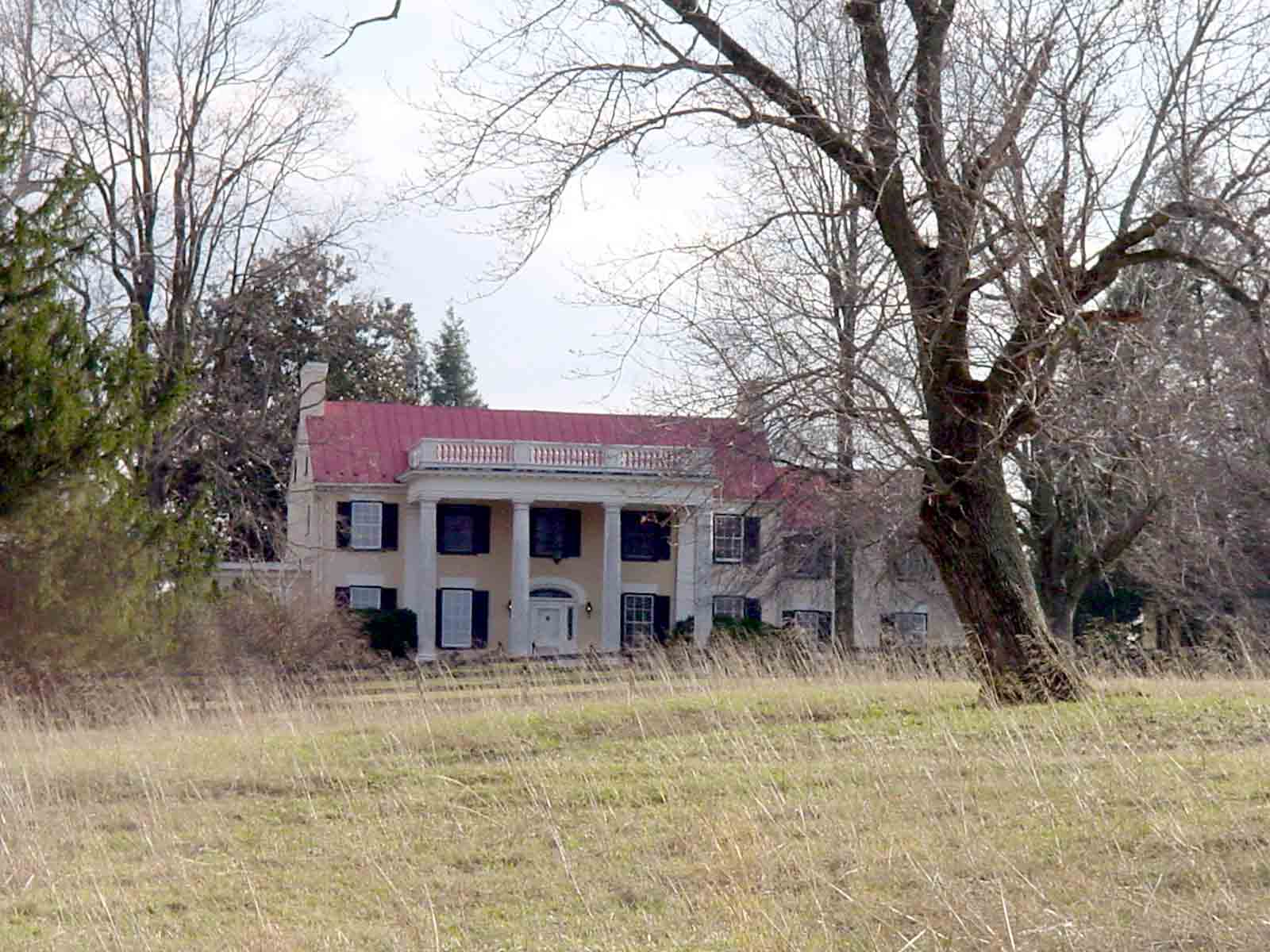
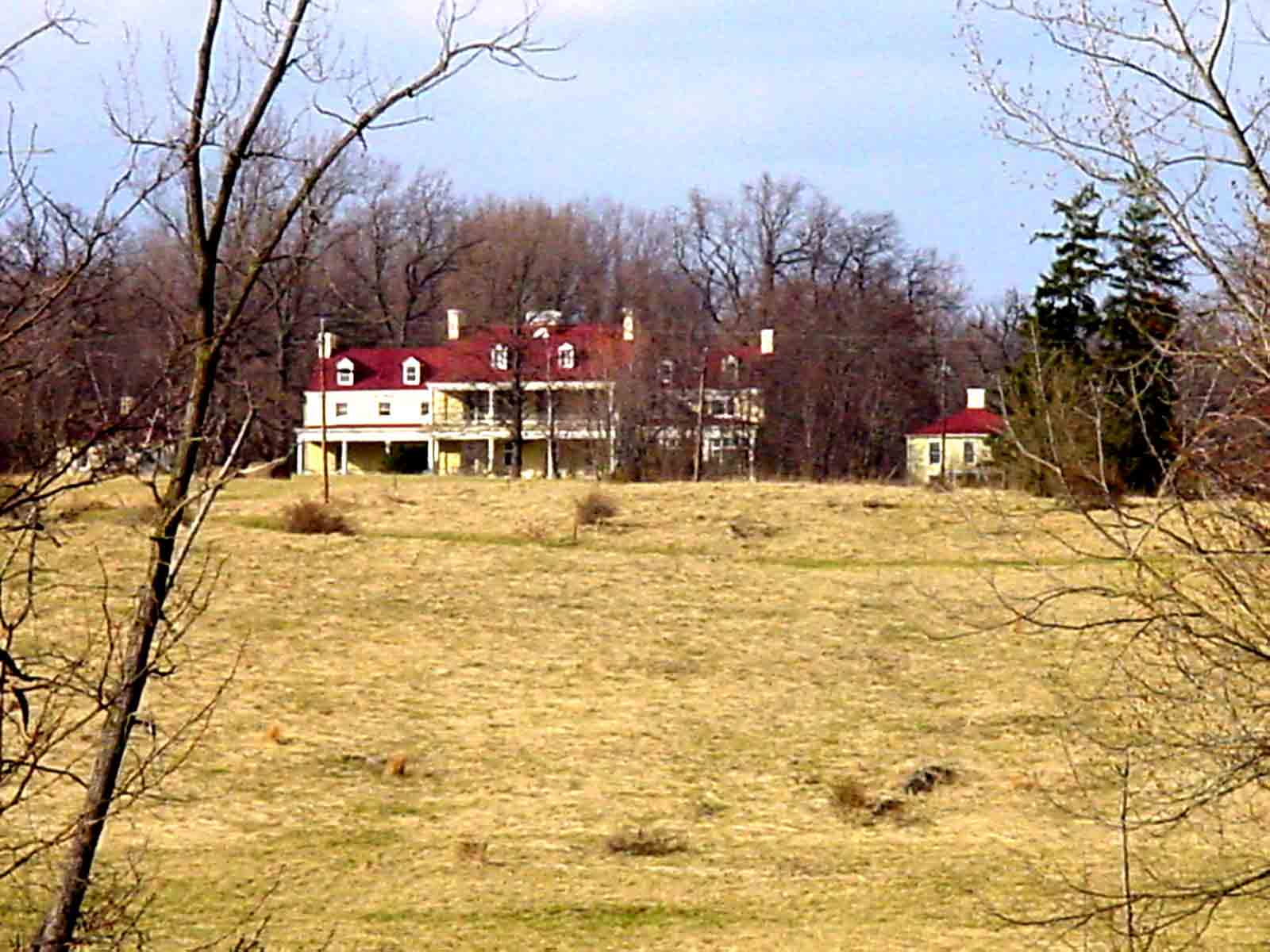

## الموقع
تشترك في الحدود مع:
- مقاطعة لودون
- مقاطعة كلارك
- مقاطعة واشنطن
- مقاطعة بيركلي (فرجينيا الغربية).

## أعلام
- ويليام هوارد